# Pentachlorure de tungstène
Le pentachlorure de tungstène, ou chlorure de tungstène(V), est un composé inorganique de formule WCl5. C'est un solide bleu-vert volatil sous vide et légèrement soluble dans les solvants non polaires. Le composé est oxophile et hautement réactif vis-à-vis des bases de Lewis.

## Synthèse
Le matériau est préparé par la réduction de l'hexachlorure de tungstène. Le tétrachloroéthylène est alors utilisé comme réducteur : 
{\displaystyle {\ce {2 WCl6 + C2Cl4 -> W2Cl10 + C2Cl6}}}
Il donne par ailleurs des monomères WCl5 bipyramidaux trigonaux après évaporation.

## Structure
Le composé existe sous forme de dimère (W2Cl10), avec une paire de centres octaédriques de tungstène(V) pontés par deux ligands chlorure. Il est isostructural avec Nb2Cl10 et Mo2Cl10.